# Неллис (авиабаза)
«Неллис» (Nellis Air Force Base) — военно-воздушная база ВВС США, расположенная в штате Невада, в 13 км северо-восточнее Лас-Вегаса. Её площадь составляет примерно 11 300 акров (около 45 км²).
База была построена в начале 1940-х годов и во время Второй мировой войны использовалась для подготовки воздушных стрелков для бомбардировщиков. После войны она была закрыта, но вновь открылась в 1948 году. Названа в честь 1-го лейтенанта Уильяма Неллиса, сбитого и погибшего во время Арденнской операции в декабре 1944 года.
Одна из главных функций авиабазы — подготовка американских и зарубежных лётчиков-истребителей. Здесь находится Центр боевого применения ВВС США (U.S. Air Force Warfare Center). На авиабазе регулярно проводятся различные международные учения, из которых наиболее известны «Рэд Флэг». Рядом с ней расположен учебно-испытательный полигон Невада (Nevada Test and Training Range). «Неллис» является местом базирования пилотажной группы ВВС США «Буревестники».

## В массовой культуре
- Авиабаза «Неллис» и ее сотрудники участвовали в съемках фильма Трансформеры Майкла Бэя;
- Аналог авиабазы с одноименным названием в адаптированном виде фигурирует в игре Fallout: New Vegas.